# Trefot (instrument)

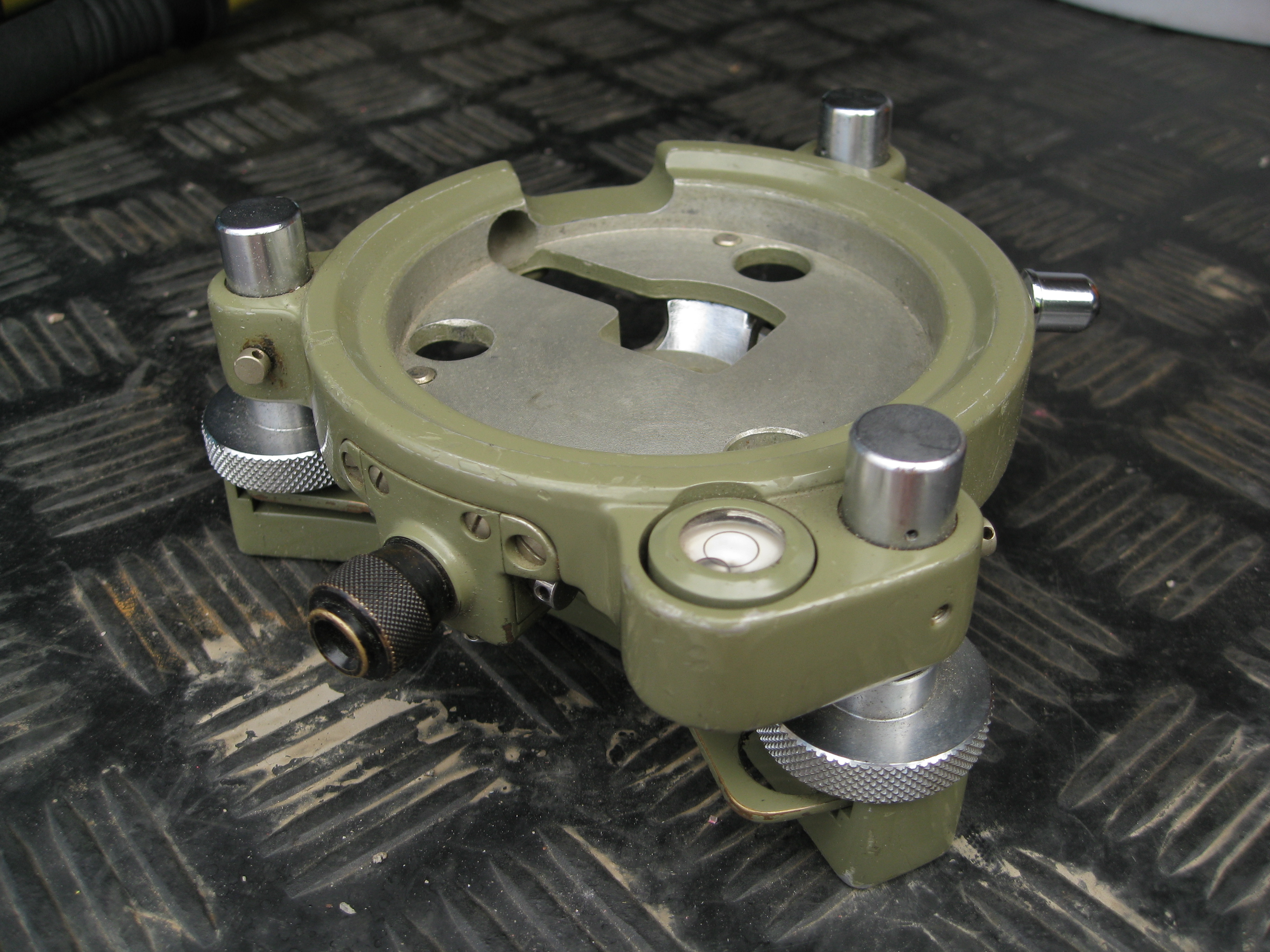
Trefot med optiskt lod. Det optiska lodets okular är den svarta cylinder som pekar mot bildens nedre vänstra hörn, doslibellen är den vita cirkeln i nederkanten och den horisontella metallknoppen till höger är spaken som läser fast instrumentet med.

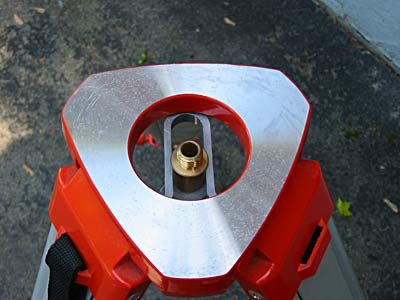
Stativhuvud och låsskruv.

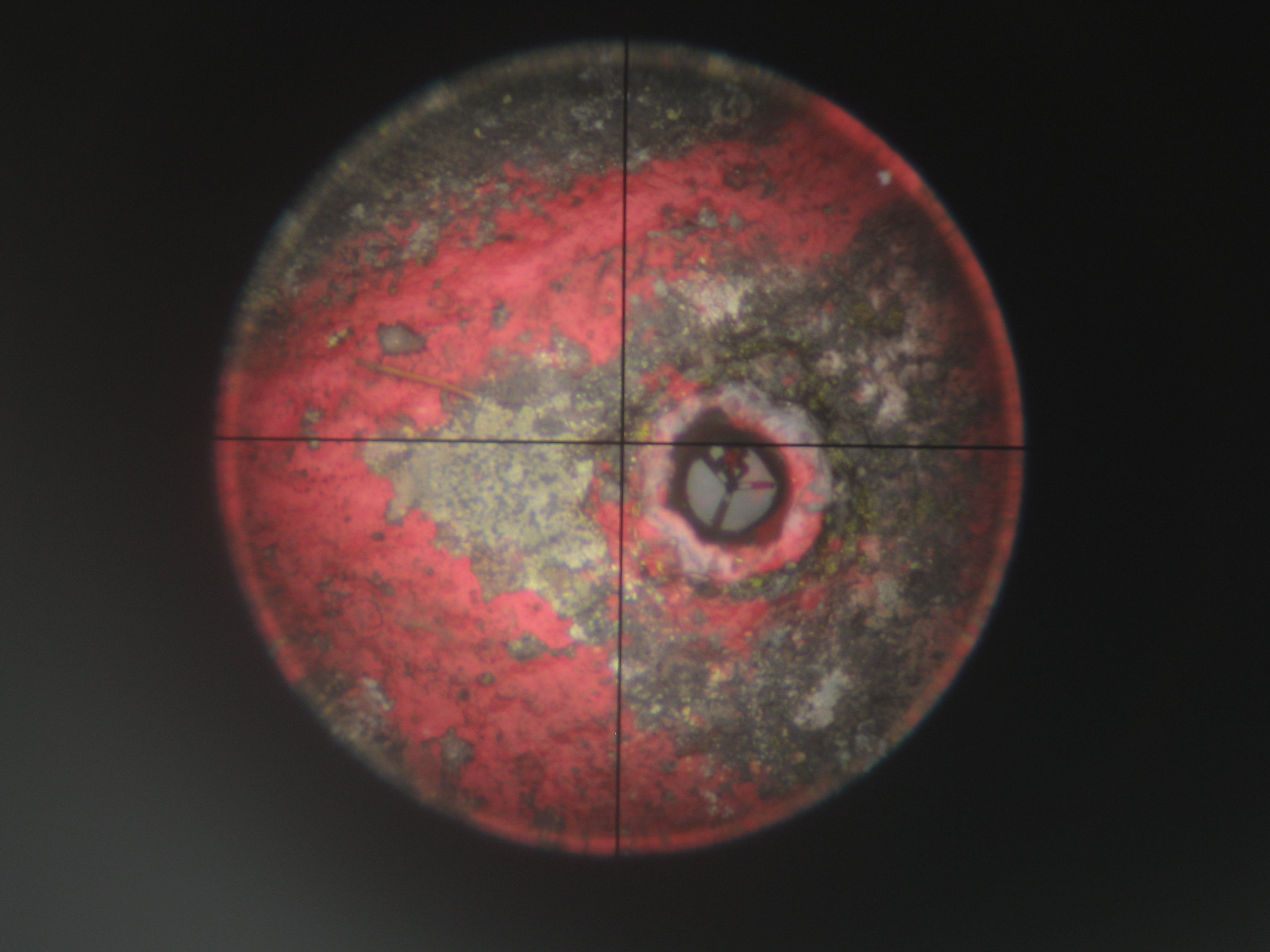
En mätpunkt sedd genom ett optiskt lod i en prismaadapter. När trefoten är centrerad skall hårkorset dela rörets insida i fyra lika stora delar.

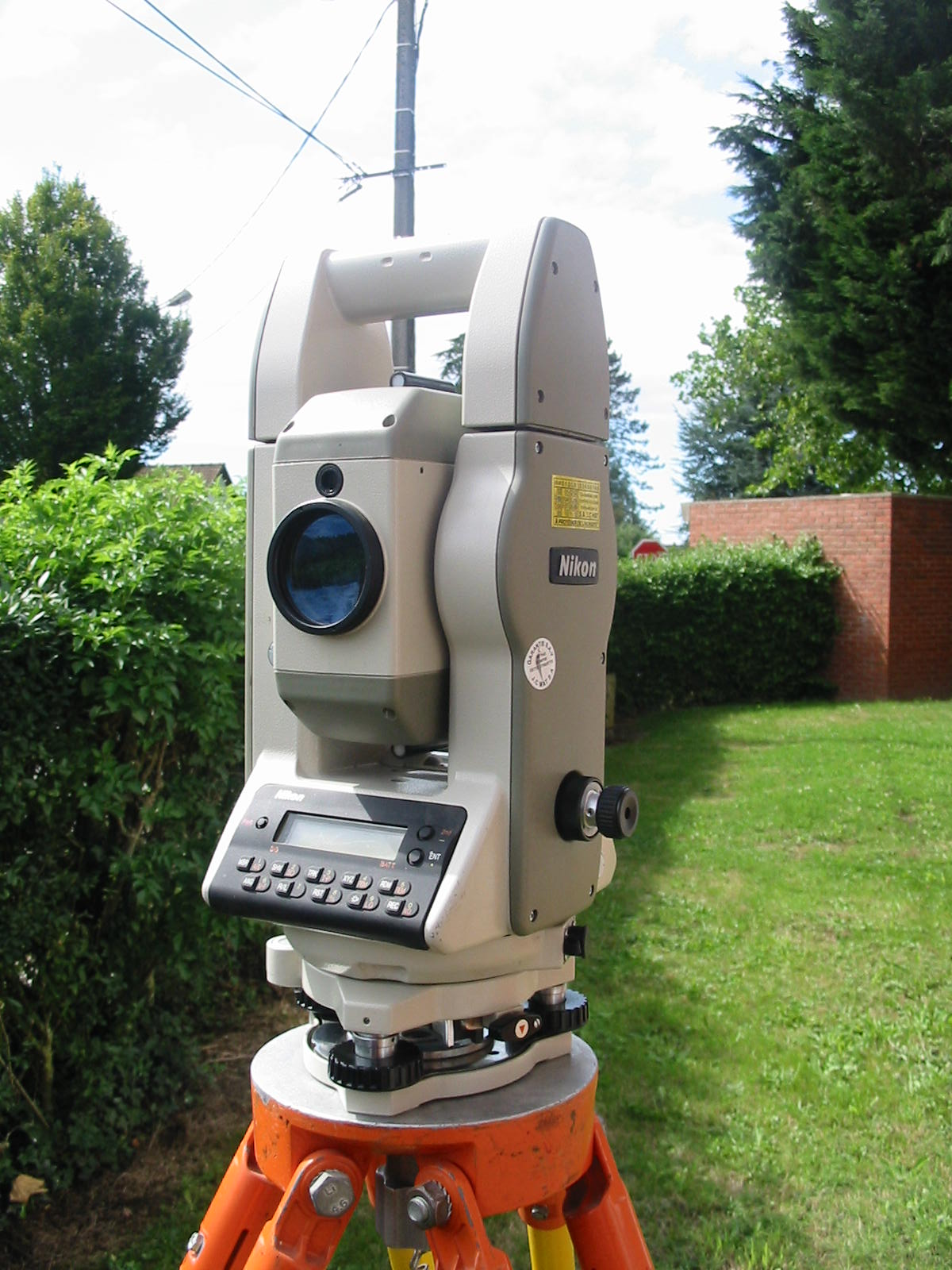
En totalstation uppställd på en trefot på ett stativ. Under stativhuvudet kan man skymta handtaget på skruven som låser fast trefoten på stativet.

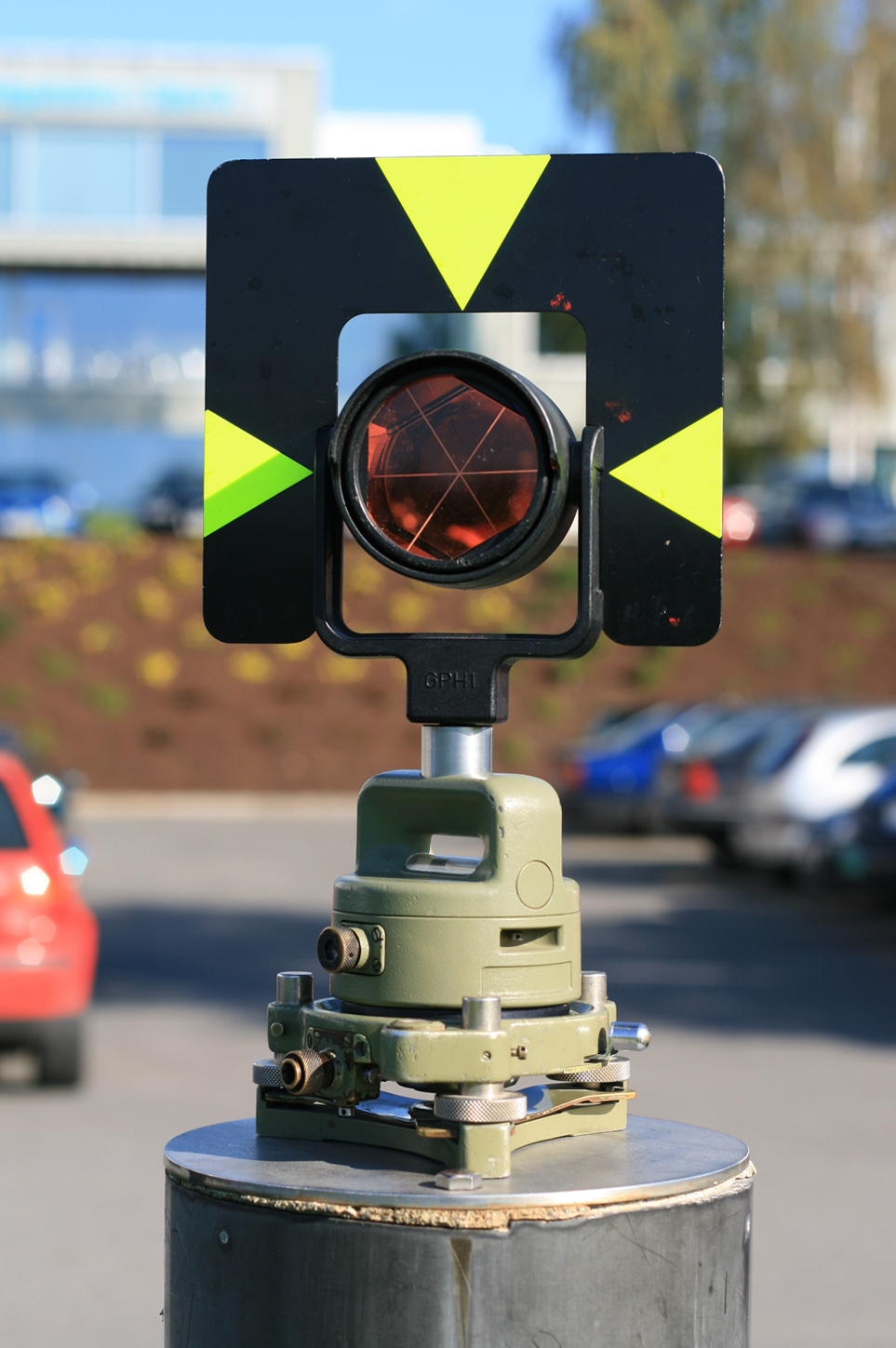
Ett rundprisma med sikttavla monterat på en prismaadapter på en trefot. Adapterns optiska lod (den mörka cylindern som sticker ut åt vänster från adaptern) går ej att använda då trefotens optiska lod under skymmer sikten nedåt. Notera också rörlibellen under bågen på adaptern.

Användning av tvångscentrering när man flyttar fram mätinstrumentet till nästa punkt vid mätning av polygontåg.

En trefot används vid geodetisk mätning för att montera ett instrument på ett stativ över en mätpunkt horisonterat, så att instrumentet har sin vertikala axel lodrätt ner, och centrerat, så att axeln i sin förlängning går rätt ned i punkten man ställer instrumentet över.

## Konstruktion
Trefoten består enkelt uttryckt av två mer eller mindre triangulära plattor med en skruv i vardera hörnet som reglerar avståndet mellan plattorna.  Vid uppställningen skruvas stativet fast i bottenplattan och instrumentet låses fast i övre plattan med en spak eller ett vred.  Stativet är så konstruerat att man genom att lätta på skruven kan förskjuta trefoten horisontellt för att kunna centrera den och instrumentet över mätpunkten.
Skruven, som har en UNC 5/8 x 11-gänga, är ihålig så att den går att se igenom och har i regel någon form av krok för ett snörlod, en vikt man hänger i ett snöre som går ned nära punkten instrumentet skall centreras över.
På trefotens övre platta finns en doslibell som används för grovhorisontering.

### Lod
För att kunna centrera trefoten och instrumentet ovanför en mätpunkt behövs någon form av lod. Till äldre instrument använde man vanligen ett snörlod.
Redan i början av 1900-talet började det bli vanligt med trefötter med optiska lod. Ett optiskt lod är mer eller mindre en vågrät liten kikare med ett vinkelprisma som gör att man längs instrumentets vertikalaxel kan titta ned mot mätpunkten.  Det blir på så sätt avsevärt mycket enklare och snabbare att centrera instrumentet, inte minst en blåsig dag.
På senare år har det även kommit laserlod som riktar en laserstråle längs instrumentets vertikalaxel. Vid mycket noggrann mätning förekommer det att man använder självhorisonterande laserlod, men endast till prismaadaptrar.
En del trefötter har inget optiskt lod eller laserlod.  De används tillsammans med instrument och adaptrar med inbyggda lod som vanligen är bättre än lodet i en trefot, som dessutom skulle skymma sikten.

### Adaptrar
För att kunna ställa upp annat än teodoliter och totalstationer på trefötter behövs i regel en adapter.  De är vanligen försedda med en rörlibell, som är flera gånger noggrannare än doslibellen, och oftast även ett optiskt lod som kräver att trefoten inte har ett då det i skulle så fall skymma sikten.

## Användningsområden

### Uppställning av instrument
Trefotens huvudsakliga användning är för att ställa upp en teodolit, totalstation eller laserskanner horisonterat och centrerat på ett stativ över en punkt.

### Uppställning av prismor
Vid noggrannare mätning ställer man ofta på en utgångspunkt upp ett prisma på ett stativ med hjälp av en trefot och en prismaadapter.
Fördelen med att ställa upp ett prisma på ett stativ är att det går att centrera noggrant över punkten och att man efter mätningarna kan kontrollera om instrumentet rört sig gentemot utgångspunkten.

### Uppställning av GPS-antenner
Ibland ställer man även upp GPS-antenner på stativ och trefötter.  Vid statisk mätning skall alla GPS-antenner sitta orörliga en längre tid över mätpunkterna och vid RTK-mätning skall GPS-antennen till basstationen stå orörlig över en känd punkt. Det är dessutom vid noggrannare mätning viktigt att antennen är horisontell.

### Tvångscentrering
Vid vissa former av noggrannare mätning används tvångscentrering eller forcerad centrering, då man utnyttjar att trefoten låser fast ett instrument på ett sådant sätt att instrumentets vertikalaxel sammanfaller med trefotens då den är låst.  Vid mätningar i tåg, när flera mätpunkter följer på varandra, ställer man upp stativ på tre punkter efter varandra och horisonterar och centrerar antingen ett prisma eller ett instrument på en trefot på vardera av stativen.  I mitten står en totalstation och på vardera sidan står två prismor.
När mätningarna från punkten instrumentet står på är gjorda flyttar man vidare endast det första stativet, med trefot och prisma, och byter plats på det sista prismat och totalstationen utan att rubba vare sig stativen eller trefötterna.
Det man vinner är att man vet att de punkter man mätt till och från inte rört sig under mätningens gång.  Det medför i sin tur att det är avsevärt mycket lättare att under de efterföljande beräkningarna isolera eventuella fel i mätningarna till de punkter felen uppkom vid.
Innan man använde totalstationer användes teodoliter och signaler, vilka ofta var svarta skyltar med stora gula pilar som pekade mot skyltens mitt.  Avstånden mättes sedan i regel med måttband.

## Instrumentfel
Trefoten kan ge upphov till två instrumentfel som påverkar mätresultaten.

### Vertikalaxeln ej lodrät
Om instrumentet blir felaktigt horisonterat och vertikalaxeln inte är lodrät kommer alla vinkelmätningar att påverkas.  Man dock kan vid behandlingen av mätvärdena ibland se att mätningarna från en punkt inte stämmer.

### Centreringsfel
Om instrumentet inte är centrerat ovanför en mätpunkt får man ett fel som i regel inte går att upptäcka vid beräkningarna på mätresultaten.  Så länge trefoten är ordentligt horisonterad beror felet på lodet.  Punkten befinner sig inte lodrätt nedanför trefoten, men lodet pekar ändå på mätpunkten, alltså snett ner mot den.  Det är därför viktigt att kontrollera och justera de optiska loden eller laserloden innan man påbörjar noggrannare mätningar och att man gör det regelbundet annars.

### Fotnoter
1. ↑  Tripod Thread Sizes of US Makers "Until the 3 1/2 inch X 8 threads per inch standard and the 5/8 inch X 11 threads per inch standard were adopted the various manufactures had their own thread sizes."